# آندریاس آلبخ
آندریاس آلبخ (انگلیسی: Andreas Albech؛ زادهٔ ۲۰ اکتبر ۱۹۹۱) بازیکن فوتبال اهل دانمارک است که اخیراً برای وندسیسل بازی کرده است.